# Party.San

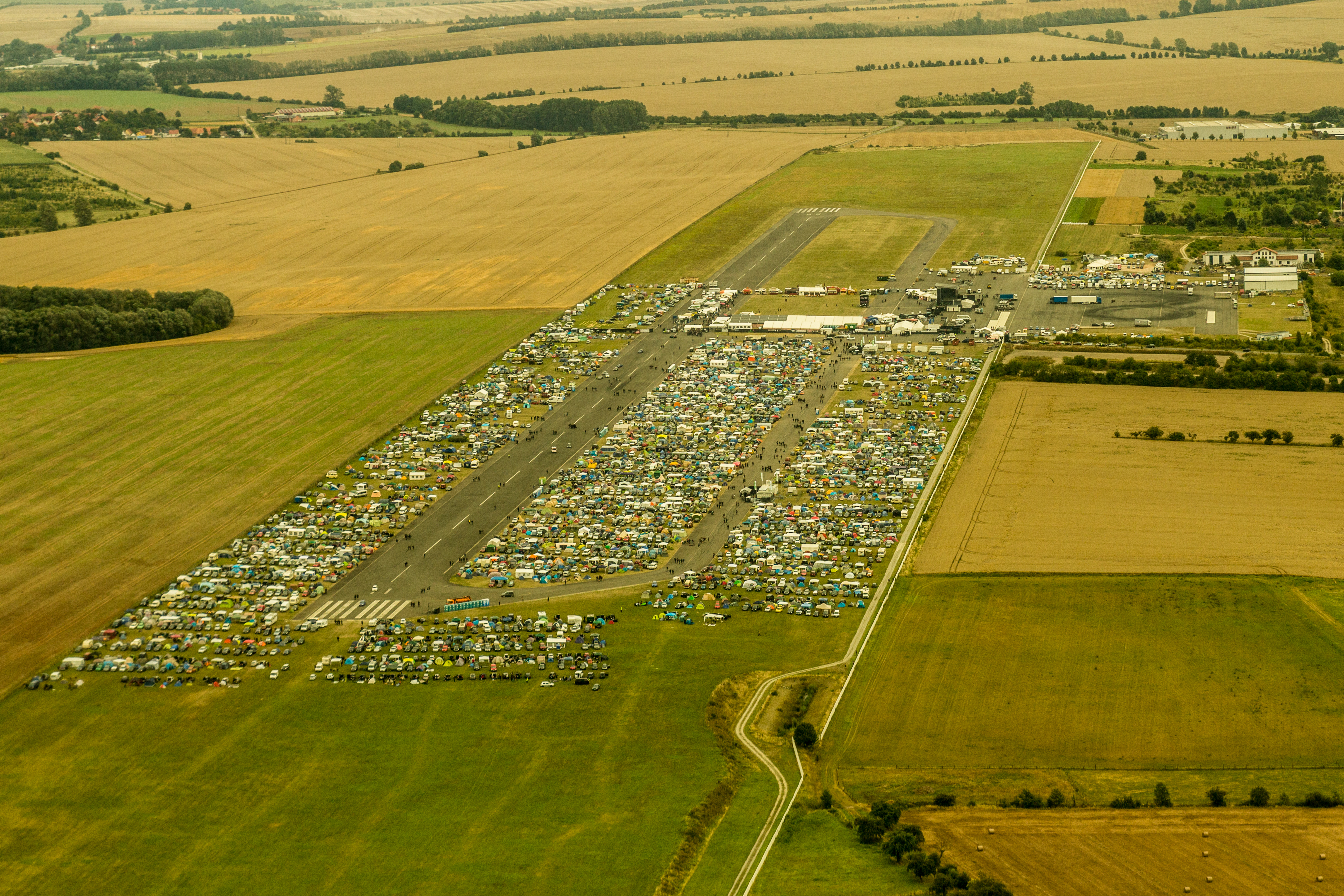

Le Party.San Open Air est un festival de metal extrême dans le land de Thuringe, en Allemagne. Il réunit le black metal, le thrash metal, le death metal ainsi que le grindcore.

## Histoire
Le festival a lieu pour la première fois en 1996. Initialement prévu en août, il est interdit par le Land de Thuringe et se transforme en une fête privée. Le vrai festival se tient le deuxième week-end de septembre et réunit une dizaine de groupes régionaux, dont Heaven Shall Burn. En 1998, Die Apokalyptischen Reiter est le premier groupe de réputation nationale, puis l'année suivante Amon Amarth de réputation internationale. Entre 1997 et 1999, le festival se tient entre juillet et fin août. En 2000, il se fixe lors du deuxième week-end d'août. D'un millier de spectateurs en 2000, ils sont 15 000 en 2014.
Le Party.San est souvent affecté par des phénomènes météorologiques comme des coups de vent ou des fortes pluies. En 2004, le vent endommage la toiture de la scène. En 2010, les fortes pluies rendent le terrain boueux juste avant le festival qui faillit être annulé. L'aérodrome de Bad Berka ne possède qu'une piste en herbe. Dès l'année suivante, le festival et le camping s'installe sur l'aérodrome d'Obermehler-Schlotheim qui possède une piste en asphalte.
Lutte contre l'extrême droite
Depuis ses débuts, le festival Party.San s'oppose à ce mouvement politique présent dans la scène metal. En 2007, Taake ne peut plus faire de concerts en Allemagne après avoir exhibé une croix gammée. L'année précédente, les membres de Watain font le salut hitlérien et portent des t-shirts du groupe Absurd. Ils seront pourtant invités de nouveau en 2010. En 2012, le groupe suédois Sargeist est déprogrammé parce qu'il refuse de s'expliquer sur son rapport avec ce mouvement politique. Sur son site internet, le festival prévient que le port de symboles nazis ou néo-nazis entraîne l'exclusion immédiate.

## Groupes souvent invités
Au fil des années, certains groupes sont devenus invités récurrents du festival.
Cinq apparitions :
- Die Apokalyptischen Reiter (1998, 1999, 2000, 2002, 2007)
- Primordial (2003, 2007, 2011, 2013, 2015)

Quatre apparitions :
- Behemoth (2003, 2008, 2012, 2015)
- Marduk (2000, 2006, 2009, 2014)
- Purgatory (2001, 2004, 2008, 2013)
- Watain (2006, 2010, 2011, 2014)

Trois apparitions :
- Aborted (2003, 2011, 2014)
- Asphyx (2007, 2010, 2015)
- Dying Fetus (2007, 2010, 2013)
- Melechesh (2007, 2011, 2015)
- Naglfar (2001, 2006, 2012)
- Sólstafir (2009, 2012, 2014)
- Unleashed (2004, 2009, 2013)

## Albums live
Certains groupes profitent de leurs concerts au Party.San pour enregistrer des CD ou des DVD live ou bien des extraits en vue de compilations.
- The Crown – 14 Years Of No Tomorrow, enregistrement 2002, publication 2005 (3 DVD)
- Cannibal Corpse – Centuries Of Torment – The First 20 Years, enregistrement 2005, publication 2008 (3 DVD)
- Kataklysm – Live in Deutschland. The Devastation Begins, enregistrement 2006, publication 2008 (CD + DVD)
- Asphyx – Death… The Brutal Way, enregistrement 2007, publication 2009 (CD + DVD)
- Die Apokalyptischen Reiter – Tobsucht – Reitermania Over Wacken & Party.San, enregistrement 2007, publication 2008 (DVD + 2 CD)
- Bloodbath – Bloodbath Over Bloodstock, enregistrement 2008, publication 2014 (CD + DVD)
- Obituary – Live Xecution Party.San 2008, enregistrement 2008, publication 2010 (DVD)
- Autopsy – Born Undead, enregistrement 2010, publication 2012 (DVD)
- Desaster – A Desasterous Meeting – Live in Bamberg, enregistrement 2013, publication 2014 (2 DVD)

## Programmation

### 2006
Du 10 au 12 août à Bad Berka-Tiefengruben
Helrunar, Fall of Serenity, Turisas, Nifelheim, Cryptopsy, Enslaved, Kataklysm, Hypocrisy, Rotten Sound, Desaster, Thyrfing, Illdisposed, Naglfar, Marduk, Six Feet Under, Watain, Deströyer 666, Mourning Beloveth, Kaamos

### 2007
Du 9 au 11 août 2007 à Bad Berka-Tiefengruben
Asphyx, Belphegor, Die Apokalyptischen Reiter, Dying Fetus, Equilibrium, Gorgoroth, Grave, Haemorrhage, Korpiklaani, Malevolent Creation, Melechesh, Merciless, Primordial, Red Harvest, The Black Dahlia Murder, Vader, Secrets of the Moon

### 2008
Du 7 au 9 août à Bad Berka-Tiefengruben
Behemoth, Bloodbath, Bolt Thrower, Dismember, Endstille, Hail of Bullets, Impaled Nazarene, Kampfar, Koldbrann, Legion of the Damned, Lividity, Maroon, Obituary, Purgatory, Skyforger, Týr, Unanimated, Vreid

### 2009
Du 6 au 8 août 2009 à Bad Berka-Tiefengruben
Marduk, Deströyer 666, Psycroptic, Azareth, Postmortem, Satyricon, Unleashed, Misery Index, Thyrfing, Hate Eternal, Swallow the Sun, Evocation, Sólstafir, Inhume, Glorior Belli, Summers Dying, Six Feet Under, Dark Funeral, Eluveitie, Brujeria, Moonsorrow, Sadus, Brutal Truth, Shining, Rotten Sound, Paganizer, Beneath the Massacre, Hellsaw, Grabak

### 2010
Du 12 au 14 août 2010 à Bad Berka-Tiefengruben
Asphyx, Aura Noir, Autopsy, Cannibal Corpse, Demonical, Desaster, Devourment, Dying Fetus, Ketzer, Lividity, Lock Up, Månegarm, Monstrosity, Napalm Death, Necrophagist, Ofermod, Origin, Sarke, Suffocation, Suicidal Angels, The Crown, The Devil's Blood, Varg, Watain

### 2011
Du 11 au 13 août 2011 à l'aérodrome d'Obermehler-Schlotheim
1349, Aborted, Absu, At the Gates, Belphegor, Cliteater, Decapitated, Desultory, Dew-Scented, Ensiferum, Enslaved, Exhumed, Hail of Bullets, Heidevolk, Melechesh, Morbid Angel, Morgoth, Nachtmystium, Negură Bunget, Panzerchrist, Primordial, Skeletonwitch, Taake, Triptykon, Watain, Witchburner

### 2012
Du 9 au 11 août 2012 à l'aérodrome d'Obermehler-Schlotheim
Archgoat, Assaulter, Behemoth, Bolt Thrower, Chapel of Disease, Cashley, Cattle Decapitation, Dark Fortress, Dead Congregation, December Flower, Entrails, General Surgery, Ghost Brigade, Gospel of the Horns, Haradwaith, Immolation, Immortal, In Solitude, Incantation, Insomnium, Iron Lamb, Kali Yuga, Malignant Tumour, Mortjuri, Naglfar, Necros Christos, Nifelheim, Nile, Nocte Obducta, Obscure Infinity, Ragnarok, Rectal Smegma, Revel in Flesh, Skálmöld, Sodom, Sólstafir, Tankard, Tormented, Toxic Holocaust, Trash Amigos, Vallenfyre, Venenum, Vivus Humare, Warbringer, Zero Degree

### 2013
Du 8 au 10 août 2013 à l'aérodrome d'Obermehler-Schlotheim
Alchemyst, Alcest, Anaal Nathrakh, Attic, Bleeding Red, Bombs of Hades, Bonsai Kitten, Carcass, Carpathian Forest, Coffins, Deathronation, Demonical, Denial of God, Desaster, Deserted Fear, Deströyer 666, Destruction, Dr. Living Dead, Dying Fetus, Erazor, Farsot, Fragments of Unbecoming, Grand Supreme Blood Court, Graveyard, Gutalax, Heaven Shall Burn, Helrunar, Hooded Menace, Hypocrisy, Impaled Nazarene, Korpiklaani, Legion of the Damned, Magrudergrind, Obscura, Primordial, Procession, Purgatory, Skeletal Remains, Shining, Sulphur Aeon, Tsjuder, Unleashed, Venom, Vomitory, Wound

### 2014
Du 8 au 10 août 2014 à l'aérodrome d'Obermehler-Schlotheim
Abyssos, Aborted, Ahab, Arroganz, Atlantean Kodex, Aura Noir, Benediction, Beyond, Bölzer, Carnal Ghoul, Cashley, Entombed A.D., Ereb Altor, God Macabre, Grand Magus, Grave, Havok, Imperium Dekadenz, Incarceration, Inquisition, Jig-Ai, Kampfar, Katatonia, Kreator, Lost Society, Malevolent Creation, Marduk, Misery Index, Mumakil, Napalm Death, Necrowretch, Nocturnal, Obituary, Protector, Repulsion, Rogash, Satyricon, Skeletonwitch, Sólstafir, Spheron, Suffocation, The Haunted, Thulcandra, Unlight, Watain

### 2015
Du 6 au 8 août 2015 à l'aérodrome d'Obermehler-Schlotheim
Aeternus, Agalloch, Asphyx, Behemoth, Bloodbath, Cannibal Corpse, Cliteater, Deathrite, Degial, Deserted Fear, Ensiferum, Evil Invaders, Fäulnis, Gehenna, Ghost Brigade, Hellish Crossfire, Hemdale, Holocausto Canibal, Ichorid, Kataklysm, Lifeless, Krisiun, Mantar, Mayhem, Melechesh, Midnight, Morbus Chron, My Dying Bride, Nocturnal Witch, Nuclear Assault, Ophis, Postmortem, Primordial, Pripjat, Rotting Christ, Ruins of Beverast, Samael, Secrets of the Moon, Soulburn, Speedbreaker, Toxic Holocaust, Vanhelgd, Winterfylleth, Zemial

## Source de la traduction
- (de) Cet article est partiellement ou en totalité issu de l’article de Wikipédia en allemand intitulé « Party.San » (voir la liste des auteurs).